# ۱۱۹۶ (میلادی)
۱۱۹۶ (میلادی) هزار وصد و نود و ششمین سال تقویم میلادی است.

## رویدادها
- آغاز سبک معماری گوتیک در آلمان
- تهاجم مغول به ایران

## درگذشتگان
‎